# Sequana Capital
Sequana ist eine Holding, die 2005 von der Gruppe Banque Worms (Frankreich) gegründet wurde. Der Geschäftssitz ist in der Av. Montaigne im 8. Arrondissement (Paris).

## Geschichte
Das Unternehmen Maison Worms & Cie wurde 1848 gegründet und war u. a. auf die Einfuhr von Kohle spezialisiert. Als Worms sich 1928 diversifizierte, wurden auch Bankgeschäfte aufgenommen, die 1964 zur Gründung der Banque Worms führten.
1948 stoppte Worms seine Aktivitäten in der Kohleeinfuhr und beteiligte sich an der Gründung von Antar. 1971 stieg Worms ins Seegeschäft ein und gründete die Compagnie Navale Worms.
1996 wurde Worms zur einzigen an der Börse notierte Holding. Im folgenden Jahr versuchte die Unternehmensgruppe Pinault eine Übernahme von Worms, das jedoch durch die Hauptaktionäre von Worms (Gründerfamilie, AGF) beendet wurde.
1999 übernahm Worms & Cie Arjomari Prioux und begann eine Neuorientierung von Arjowiggins Appelton, die im folgenden Jahr durch eine OPA zu 100 % übernommen wurden. 2004 wurde Carbonless Europe in ArjoWiggins integriert.
2005 wurde Sequana Capital der offizielle Name für Gruppe „Worms & Cie“ (mit neuem Gesellschaftsvertrag). 2006 tauschte Worms mit dem Unternehmen S.G. S. Aktien (Sequana Capital hat 48.448.581 Aktien). Die Familie Agnelli (Fiat) erhöhte ihren Anteil und die Gründerfamilie Worms vermindert den ihren.
2007 wurden die Aktien von Kleinaktionären aufgekauft, um sich auf die Papierindustrie zu konzentrieren. Die Gesellschaft firmiert nun unter dem Namen Sequana.
Im Februar 2017 musste Sequana einen Antrag auf Gläubigerschutz stellen. Zu Beginn des Jahres 2019 wurde das eröffnete Insolvenzverfahren in ein Zwangsverwaltungsverfahren umgewandelt. Die Insolvenz resultierte aus einer Rechtsstreitigkeit mit British American Tobacco (BAT), der die Einleitung von Chemikalien in US-amerikanische Flüsse in den 1950er bis 1970er Jahren im Zuge der Papierherstellung zugrunde liegt. Eine ehemalige Tochter Sequanas forderte in diesem Zusammenhang Dividenden zurück, die es in den Jahren 2008 und 2009 an Sequana ausgezahlt hatte. Sequana wurde zu einer Zahlung von 138,5 Millionen US-Dollar an BAT verurteilt und soll vollständig abgewickelt werden.

## Struktur
Sequana umfasst zwei Industriegruppen
- Antalis, (75 % der Anteile) an Levallois-Perret, Papiergroßhändler.
- Arjowiggins, (100 % der Anteile) an Issy-les-Moulineaux, Papierhersteller.

Sequana hält noch einige andere Beteiligungen außerhalb der Papierindustrie (nicht börsennotiert):
- Antonin Rodet, (100 %), Handel und Erzeugung von Weinen aus Burgund.
- Permal Group, (1 %), Weltführer in der Verwaltung von alternativen Fonds.

## Leitung

### Aufsichtsrat
- Président: Tiberto Ruy Brandolini d’Adda.
- Vice-Président: Laurent Mignon.
- Membres du Conseil: Jean-François Lequoy (représentant des AGF), Paul Barnaud, Gianluigi Gabetti, Daniel Winteler (représentant d'IFIL), Pierre Martinet, Alessandro Potestà, Nicholas Clive Worms (Worms 1848).

### Vorstand|Direktion
- Directeur Général: Pascal Lebard (ehemaliger Direktor für die Beteiligungen bei Exor/Groupe Agnelli).
- Direktor für die Öffentlichkeitsarbeit: Pascal Bantegnie (ehemaliger Direktor für den Geschäftsbericht).